# Слуцк
Слуцк (бел. Слуцк) — город в Минской области Беларуси. Административный центр Слуцкого района. Расположен на реке Случь в центральной части страны, в 105 км к югу от Минска в пределах Слуцкой равнины. Старое городище Случеска находится при впадении реки Бычок в Случь.
Численность населения — 59 450 человек (на 1 января 2025 года).
В 2016 году Слуцк отпраздновал 900-летие.

## Геральдика
Герб утверждён решением Слуцкого городского Совета депутатов от 18 июня 1996 года, положение о нём – Слуцким городским исполнительным комитетом от 11 января 2001 года № 1. Зарегистрирован в Гербовом матрикуле Республики Беларусь 24 января 2001 года № 47.
Флаг учреждён Указом Президента Республики Беларусь от 18 ноября 2008 года № 625 и зарегистрирован в Государственном геральдическом регистре Республики Беларусь 1 декабря 2010 года № Б-176. Флаг и положение о нём одобрены решением Слуцкого районного исполнительного комитета от 10 апреля 2008 года № 934.

## История

### Первые упоминания
Первым письменным упоминанием до недавнего времени официально считалась запись в Повести временных лет: «В лѣто 6624. Приходи Володимеръ на Глѣба; Глѣбъ бо бѧше воевалъ Дрѣговичи и Случескъ пожегъ…». Однако существуют упоминания Слуцка и ранее 1116 года. В списке середины XVII века в составе Киево-Печерский патерик под редакцией Иосифа Тризны имеется комплекс Туровских уставов, в состав которого входит уставная грамота о поставлении Туровской епископии, согласно которой князь великий киевский Василий (Владимир Святославич) в лето 6513 (1005) года придал Туровской епископии вместе с другими городами и Случеск. Согласно описанию церквей и приходов Минской епархии 1879 года, в исторических источниках в первый раз упоминается Слуцк, в истории княжения Владимира Мономаха в 1086 году. В 1097 году по решению Любечского съезда князей — потомков Ярослава Мудрого Слуцк, вместе с Киевом и Туровом был передан Святополку Изяславичу.
В XII веке Слуцк становится столицей Слуцкого княжества наследников туровского князя Юрия Ярославовича.

### В составе Великого княжества Литовского. Получение Магдебургского права
В первой половине XIV века Слуцк входит в состав Великого княжества Литовского. Упоминается в летописном «Списке русских городов дальних и ближних». С 1395 года центр удельного княжества, принадлежащего Владимиру Ольгердовичу и его потомкам князьям Олельковичам. Представители рода Олельковичей с момента получения города рассматривали его как место временного приюта, так как вели борьбу за великокняжеский трон. Когда большие политические амбиции остыли, Олельковичи занялись развитием Слутчины, что позволило городу стать одним из крупнейших экономических и культурных центров Литовского княжества ..
В 1441 году город получает Магдебургское право на самоуправление. На месте Слуцкого детинца древнерусского времени строится Верхний замок, деревянные стены и башни которого были защищены рвом и земляным валом. Старый город (Старо място), опоясанный некогда валом — древняя часть города с замками на правом берегу Случи. Между посадом и замком была торговая площадь, в 1419 году здесь построен фарный костёл. Новый город застраивался позже.
Последний по мужской линии представитель этого рода Юрий Олелькович собственноручно переписал в 1582 году евангелие, которое известно под именем Слуцкое Евангелие и является рукописным памятником конца XVI века. Примерно в это же время была создана Слуцкая летопись, памятник белорусско-литовского летописания XVI века, единственный список третьей, сокращённой редакции Белорусско-литовской летописи 1446 года.

### Набеги крымских татар. Успешная оборона города во главе с княгиней Анастасией Слуцкой
С 1502 по 1521 годы город неоднократно подвергается набегам крымских татар, в 1506 году оборону Слуцка возглавляла княгиня Анастасия Слуцкая. В 1508 году Верхний замок дважды выдерживает осаду войск мятежного князя Михаила Львовича Глинского. В этом же году близ Слуцка отряд гетмана Константина Острожского разбивает крымских конников. А в 1595 году в город врывается повстанческий отряд Северина Наливайко.

### Разделение Слуцкого княжества и объединение земель княжной Софией Слуцкой

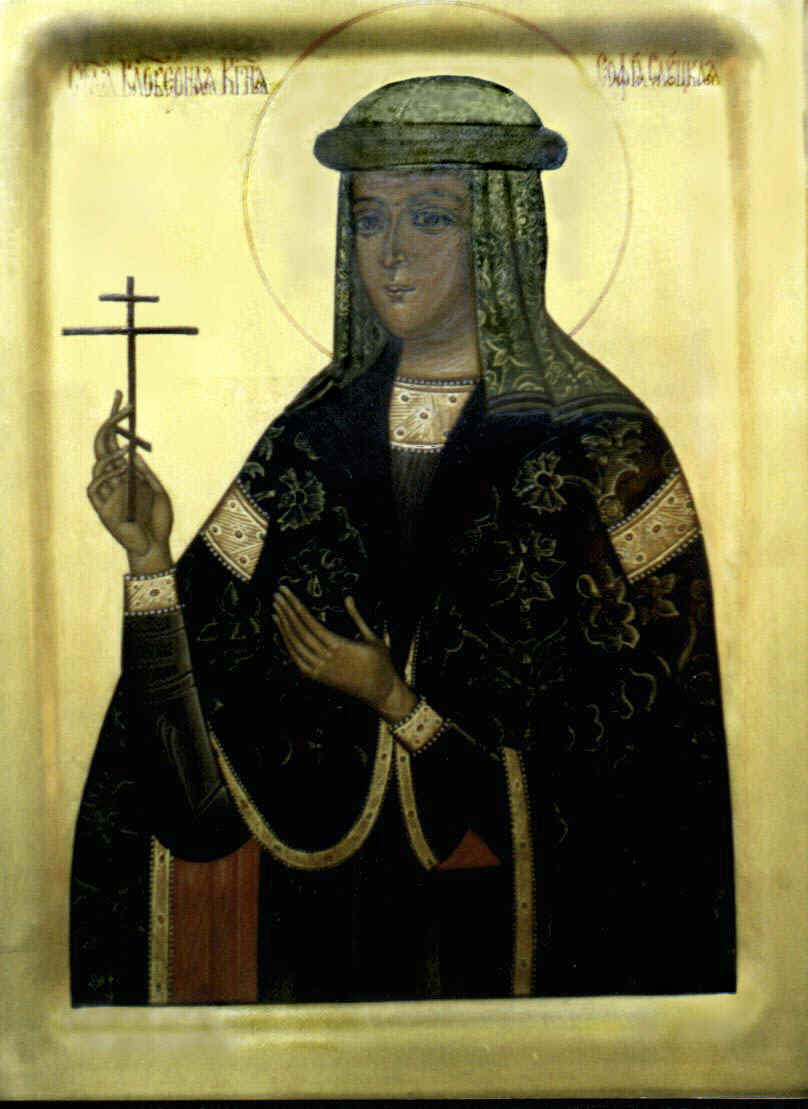
София Юрьевна Олельковна-Радзивилл, княгиня Слуцкая и Копыльская

С 1507 года в Новогрудском повете. 1606 год стал годом основания православного братства и братской школы в Слуцке. В 1582 году город и княжество были разделены между тремя братьями Олельковичами на Старый город, Новый город и Остров, а вновь соединила земли Слутчины последняя представительница этого рода — княжна София Юрьевна, ревностная охранительница православия, позже причисленная к лику белорусских святых.
София оказывала материальную и моральную поддержку духовенству и жителям Слуцкого Преображенского православного братства, она жертвовала церкви драгоценности и совершала вместе с остальными прихожанами паломничества в самые отдалённые приходы.
Будучи женой Януша Радзивилла, она, учитывая его положение при польском дворе, убедила мужа ходатайствовать о выдаче польским королём грамоты, которая запрещала бы принуждать православных верующих к унии. Грамота была получена.
Ныне мощи Софии хранятся в Свято-Духовом кафедральном соборе в Минске.
В 1581 году основана типография, в 1586 братство при Преображенском монастыре, в XVII в. Успенское братство. Памятник святой княгине Софии Слуцкой стал лицом современного Слуцка. После её смерти в 1612 году все владения перешли к мужу Софии — Янушу Радзивиллу.

### Город во владении Радзивиллов. Создание дворцовых комплексов, театра, гимназии, аптеки, типографии

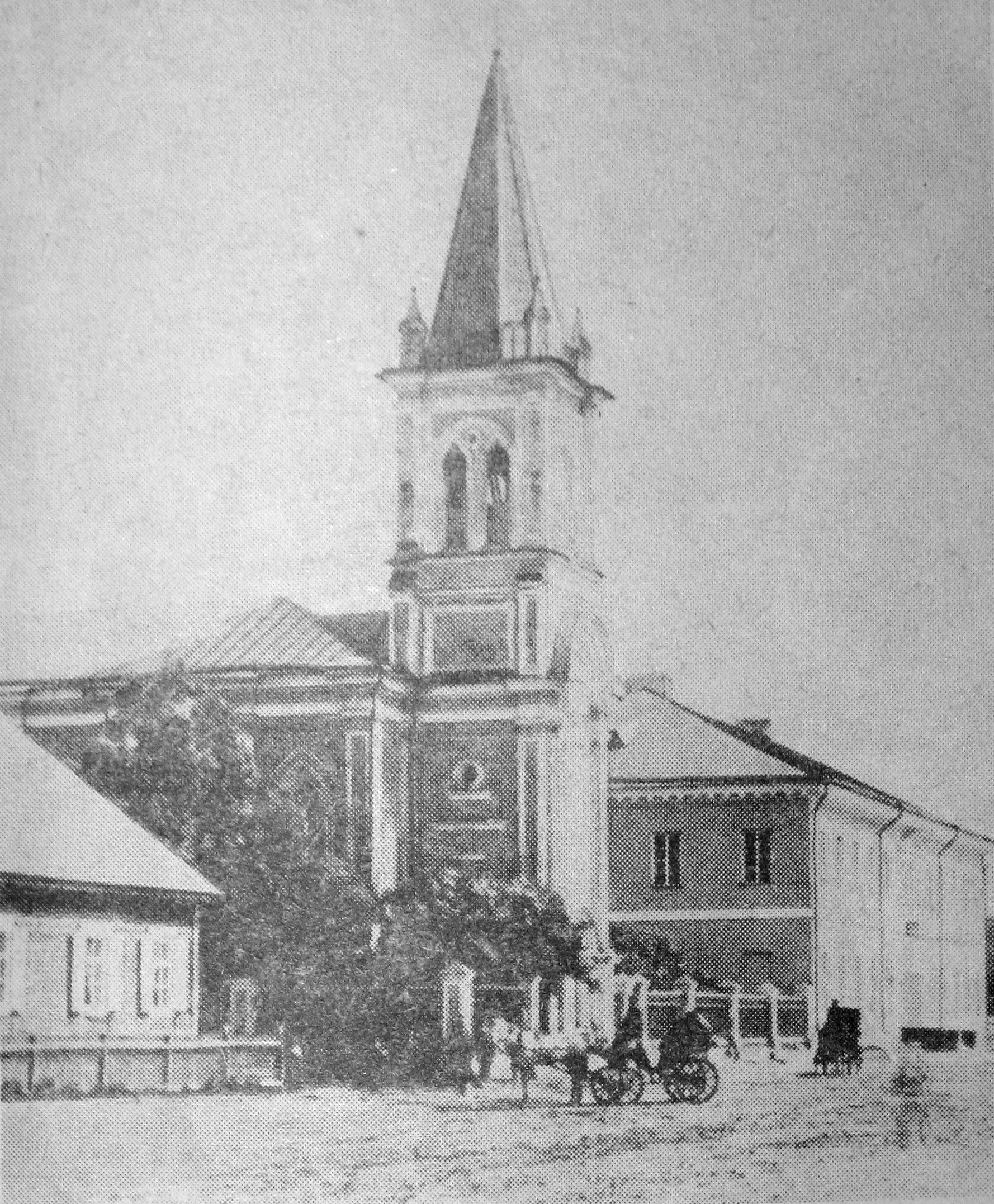
Кальвинский сбор и Слуцкая гимназия

В 1593 году в Слуцке 1100 дворов и около 7 тыс. жителей. В ноябре 1595 года город был захвачен повстанческим войском С. Наливайко.
Владевшие городом Радзивиллы построили здесь первоклассную крепость и превратили Верхний и Нижний замки в дворцовые комплексы. С 1617 года действовала кальвинистская гимназия. В 1630—1640-е гг. Слуцк превратился в город-крепость, укреплённый земляными валами и рвами, бастионами и равелинами. В 1650 в городе 930 «дымов», в 1667 году — 1086 «дымов». В XVI в. здесь сложилась прямоугольная сеть улиц с деревянными строениями. Обе части города соединялись меж собой мостом. Остров был предместьем Слуцка, за городскими укреплениями. Вниз по течению Случи было предместье Тройчаны — поселение вокруг Тройчанского (Троицкого) монастыря.
В 1661 году князь Богуслав Радзивилл построил в Слуцке монастырь бернардинцев.
В делах просвещения большое значение имела Слуцкая типография. Появилась она в 1672 году по инициативе князя Богуслава Радзивилла (1620—1669). Но действительным основателем и опекуном её стал назначенный князем губернатор Слуцкого и Копыльского княжеств Ян Казимир Кшиштоф Клокоцкий (1625—1684), который являлся и переводчиком произведения П. Рико «Монархия Турецкая» с французского языка на польский. Написанная английским посланником в Турции, книга рассказывает про незнакомую в то время европейцам страну. Книга была издана в Слуцкой радзивилловской типографии в 1678 году. Это было богато иллюстрированное подарочное издание, иллюстрации для неё делал в Могилёве Максим Ващенко (2-я пол. XVII в.-1708), белорусский художник-график, магистр наук, основатель могилёвской школы гравюры. Из типографии вышли книги по военным вопросам, художественные произведения, переводы с французского и немецкого языков, мемуары, календари, заметки путешественников. Самый большой тираж был тогда у «Буквара» — 3389 экземпляров.
В 1695—1744 Слуцк принадлежал принцессам Нейбургским, в 1832—1846 кн. Л. П. Витгенштейну. Возможно, Слуцк имел несколько гербов. Известный герб XVIII в. — крылатый конь — изображён вверху. В 1661, 1684, 1699, 1700, 1705 и 1744 годах в городе происходили волнения жителей.
Во время Северной войны в Слуцке трижды бывал Пётр I. 12 мая 1706 года Слуцк — протестантскую «столицу» белорусских земель — посетил шведский король Карл XII. В это время там проходил Генеральный синод протестантов Литовского княжества. Местечко принадлежало Карлу Нейбургу (Karl Philip Neuburg, 1661—1742), мужу Людвики Шарлотты Радзивилл (1667—1695). Согласно Адлерфельду, «Карл XII не остановился на ночь в этом городе, одном из наибольших в этой стране, и вернулся с эскортом в Пинск».
Основанный в 1751 году магнатами театр в Слуцке просуществовал 9 лет. В XVII в. Радзивиллами была открыта первая на территории современной Беларуси аптека.
В 1756 году в Слуцке создаётся профессиональный балет. Сюда из Вены приезжает Антони Путини и, предположительно, блестящий французский танцор и балетмейстер Луи Максимилиан Дюпре — солист парижской оперы, один из первых лиц в истории мужского классического танца. На тот момент Дюпре имел 30-летний опыт танцора, балетмейстера и либреттиста.
В марте 1767 года создана Слуцкая конфедерация, поставившая своей целью уравнение прав некатоликов с католиками. С 1791 года княжество как административная единица ликвидировано, и Слуцк становится центром Случерецкого повета Новогрудского воеводства.
Радзивиллы владели городом в 1612—1695 и 1744—1832 гг.

### Производство слуцких поясов. Слуцк — центр текстильной промышленности

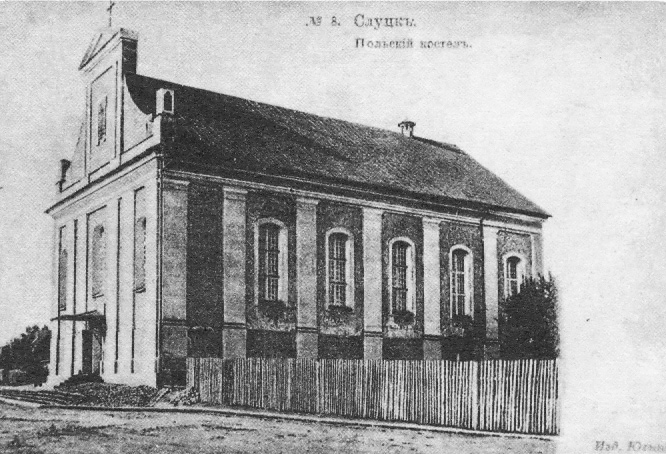
Костёл святого Антония

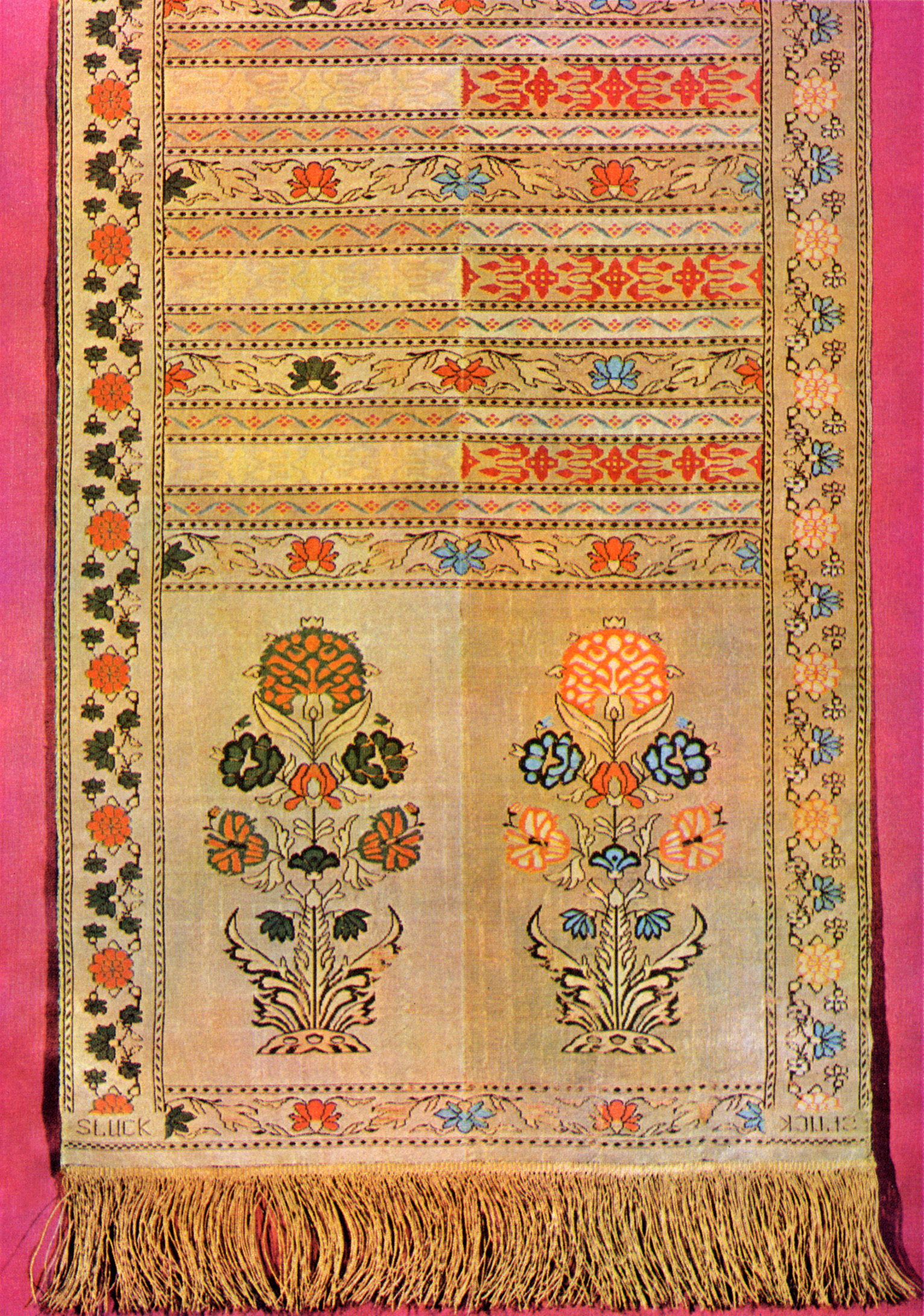
Слуцкий пояс

Производство знаменитых слуцких поясов на промышленной основе начато в 1736 году, когда в городе была основана мануфактура шёлковых поясов (создатель — Радзивилл, Михаил Казимир, великий гетман литовский), просуществовавшая до 1844 года, выпускавшая пояса, шёлковые покрывала и бахрому, золотые и серебряные галуны, подвязки, ленты, нашивки, гобелены, ковры. Первоначально пояса привозились с Востока — из Османской империи, Персии, поэтому их называли стамбульскими или персидскими. В 1758 году на территории Речи Посполитой была организована мануфактура с целью производства поясов. Назывались такие мануфактуры — «персиарни» (белор. персіярні), от места происхождения прототипа слуцкого пояса. Наиболее известной была Слуцкая мануфактура на территории современной Беларуси, создателем которой был Михаил Казимир Радзивилл (1702—1762 годы), великий гетман Литовский.
В конце 1757 года в Слуцк был приглашён знаменитый турецкий мастер Ованес Маджаранц, армянин по национальности. Он некоторое время работал в Станиславе, затем в Несвиже. В Станиславе проходили обучение два слуцких художника — Ян Годовский и Томаш Хаецкий. В 1758 году Ованес Маджаранц заключает договор с Михаилом Казимиром Радзивиллом о создании «фабрики перской» для изготовления «пояса с золотом и шёлком» с обязательным обучением «работе перской» местных умельцев.
Первоначально были приглашены мастера из Османской империи и Персии. Поэтому первые пояса делались с восточными узорами. Обучение ткача длилось не менее семи лет. Когда местными мастерами был освоен процесс изготовления поясов, то ими стали использоваться местные мотивы в узорах поясов — незабудки, васильки, ромашки, листья клёна, дуба.
В Речи Посполитой имя Ованеса Маджаранца было переделано на местный манер — Ян Маджарский.
Его правнучка Елизавета является матерью Монюшко Станислава — знаменитого композитора и дирижёра.
Сын Маджарского — Левон (Лявон) на рубеже XVIII—XIX веков становится арендатором Слуцкой мануфактуры, где уже работали около 60 ткачей.
Мастерство местных ткачей было настолько велико, что кунтушевые пояса, сделанные даже за пределами Слуцка, стали называть слуцкими. В XVIII веке Слуцк известен как центр текстильной промышленности. В 1793 году работало 60 мастеров, стояло 28 станков.

### В составе Российской империи

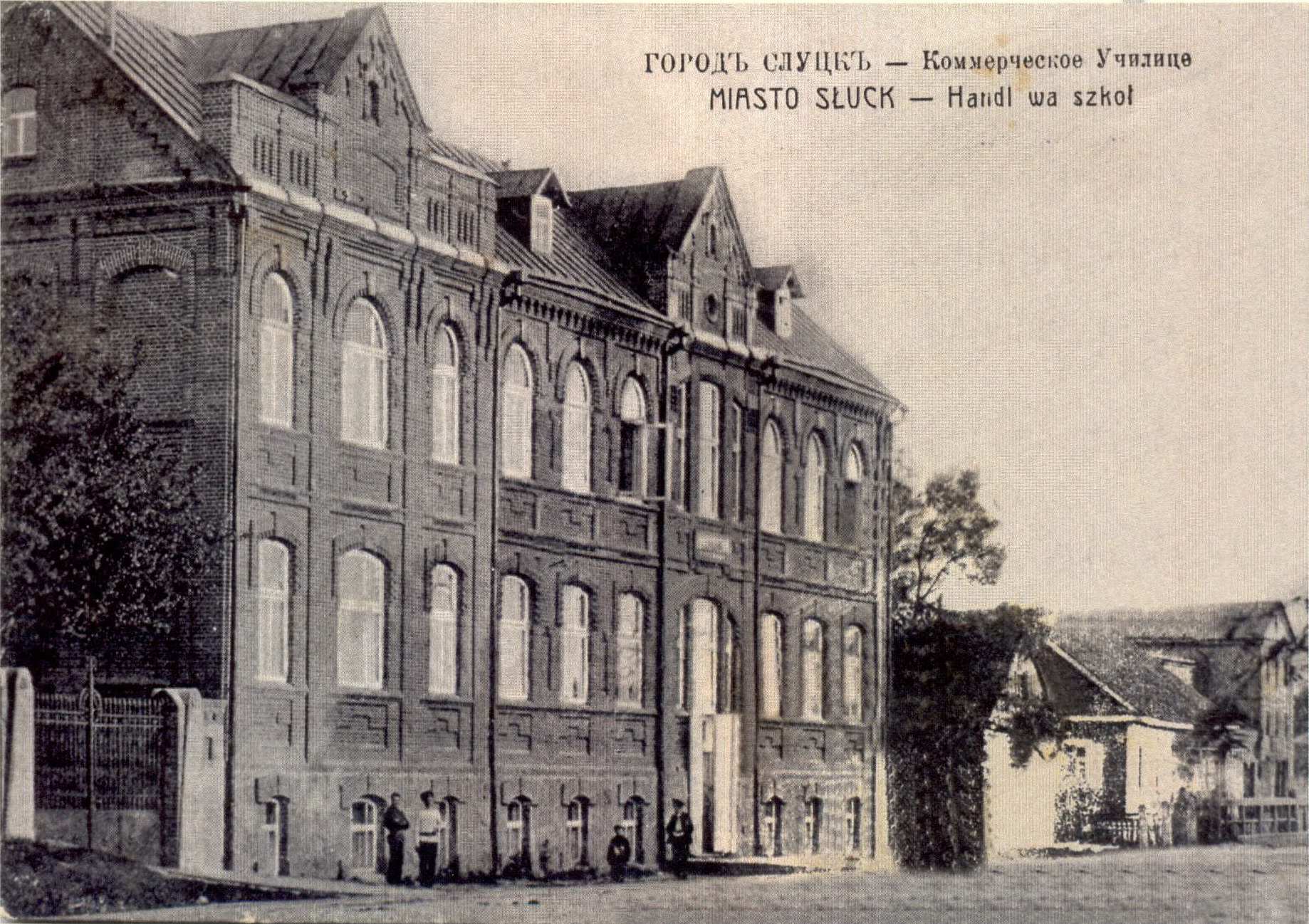
Коммерческое училище

С 3 мая 1795 года владельческое местечко Слуцк назначено уездным городом Минского наместничества. Однако уездное назначение было поставлено с условием:
... а между тем, приложить старание помянутые местечки приобрести в казну Нашу покупкою или променом, или иными благопристойными для казны выгодными сделками; к чему в рассуждении Несвижа и Слуцка, представляется пособие в имеющемся на влальцев их Князь Радзивил долг казне Нашей, о котором Генерал-Прокурор известит вас обстоятельно; в случае же неудобности в том, изыскать из казённых селений другия, к превращению в уездные города способные, и тогда права городския, как выше в первом отделении сказано, присвоить помянутым городам из местечек, от владельцев приобретаемых, им из казённых селений в таковое новое звание превращаемых.ПСЗРИ Том XXIII №17.327
В годы Отечественной войны 1812 года город был занят войсками Наполеона.
В 1858 году в городе проживало 6694 человека. Согласно Первой Всеобщей переписи населения Российской империи, в 1897 году в Слуцке проживало 14 349 человек. Из них по родному языку причисляли себя: к евреям — 10 238 чел., к белорусам — 2417 чел., к русским — 1104 чел., немцам — 31 чел., малороссам (украинцам) — 12 чел., литовцам — 5 чел., к латышам — 4 чел.
Уже в XIX в. архитектурно-планировочная структура города коренным образом меняется. Связано это с рядом обстоятельств. Во-первых, застройка центральной части, созданная при Радзивилле (дворец и сопутствующие ему здания, мануфактурные корпуса и др.) обветшала и была в основном разобрана. Во-вторых, территориальный рост города предопределял его выход за пределы кольцевой системы былых укреплений: рвы были засыпаны, валы и бастионы в большинстве случаев срыты. В-третьих, трасса новой дороги от Москвы до Варшавы была проложена через центральный район города. Всё это, естественно, в корне нарушило сложившуюся в XVII—XVIII вв. планировку Слуцка.
Новая квартальная застройка была подчинена трассе дороги и носит строго регулярный характер. Сохранились лишь отдельные капитальные постройки.
С 1909 по 1915 год в Слуцке работало предприятие по перевозке пассажиров на автобусах. Слуцкий автобус стал одной из первых успешных автобусных систем на территории современной Беларуси. В 1915 году к Слуцку проложена железная дорога из Осипович.

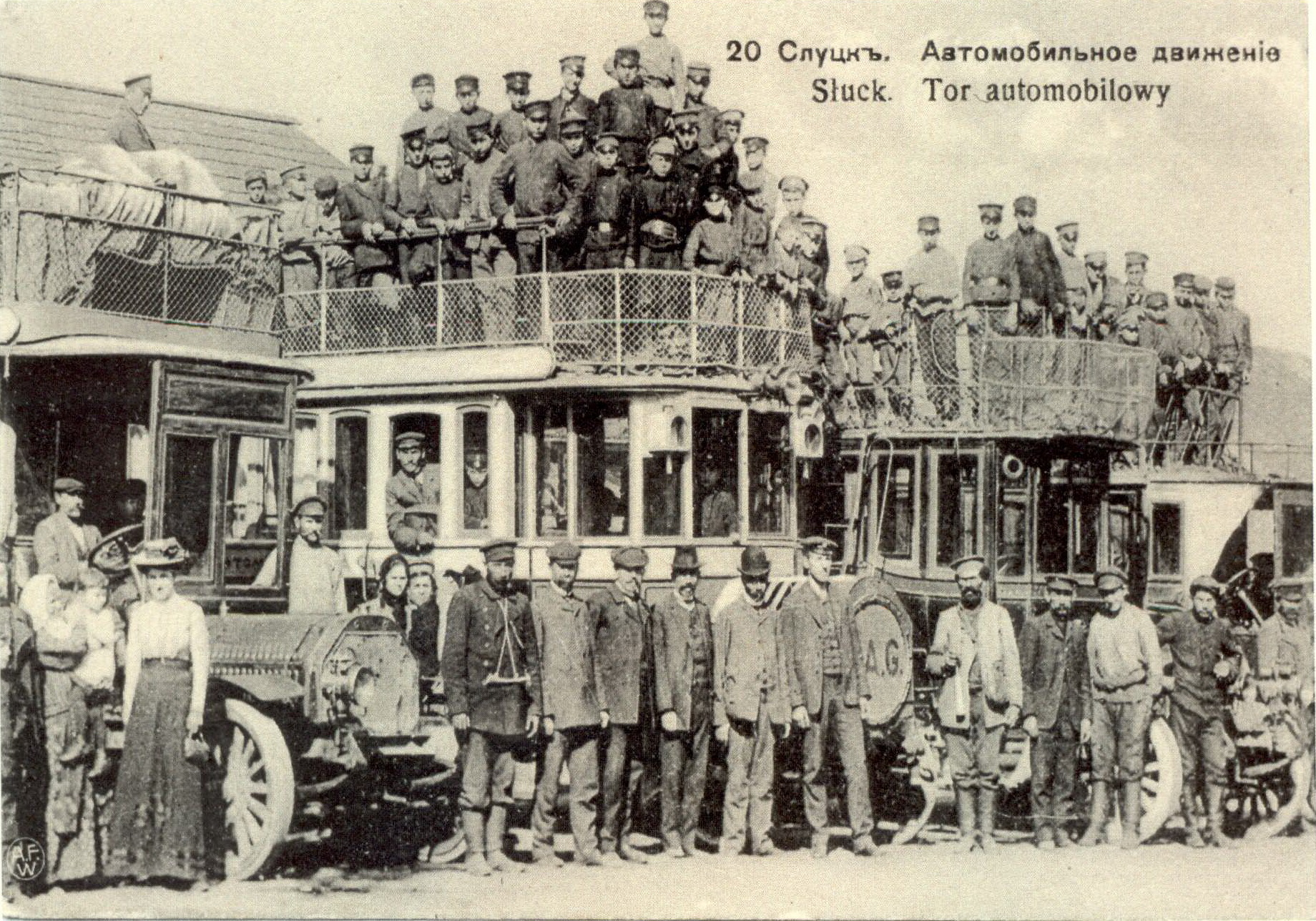
Слуцкий автобус начала XX в.

В 1915 году здесь размещался штаб 2-й армии Западного фронта во время Первой мировой войны.
Французский профессор-славист Жюль Легра (1866—1939), который прибыл в Российскую империю в феврале 1916 года по заданию отдела службы военной пропаганды при втором отделе генштаба Министерства обороны Франции, в своих мемуарах описывает Слуцк военного времени: «Слуцк — это маленький древний город и поразительно грязный, но оживлённый, насчитывающий 15 тысяч жителей; большинство населения — евреи. Присутствие Штаба производит огромное оживление; однако не могу утверждать, что население смотрит на этот военный аппарат одобрительно».

### Слуцк после 1917 года
В марте 1917 года в городе создан Совет рабочих и солдатских депутатов. Власть большевиков установлена в конце 1917 года. В феврале 1918 года захвачен польскими легионерами И. Довбор-Мусницкого, позже немцами. В декабре 1918 года занят Красной Армией. С августа 1919 по июль 1920 года и с октября по декабрь 1920 года занят польскими войсками.
Бегство польских войск летом 1920 года сопровождалось тотальным грабежом и вывозом имущества, угоном скота. Уход польских частей завершался поджогами кварталов городов, окрестных местечек, уничтожением того, что нельзя было вывезти. В результате пожара город лишился зданий вокзала, коммерческих училищ, гимназий, двух домов бывшего земства, синагоги, церкви, общественной бани и двух мостов через реку Случь.
В ноябре-декабре 1920 года белорусские эсеры возглавили Слуцкое восстание под лозунгами восстановления БНР.
После советско-польской войны остался в БССР. С 1924 года — центр Слуцкого района. В 1939 году 22 тыс. жителей.

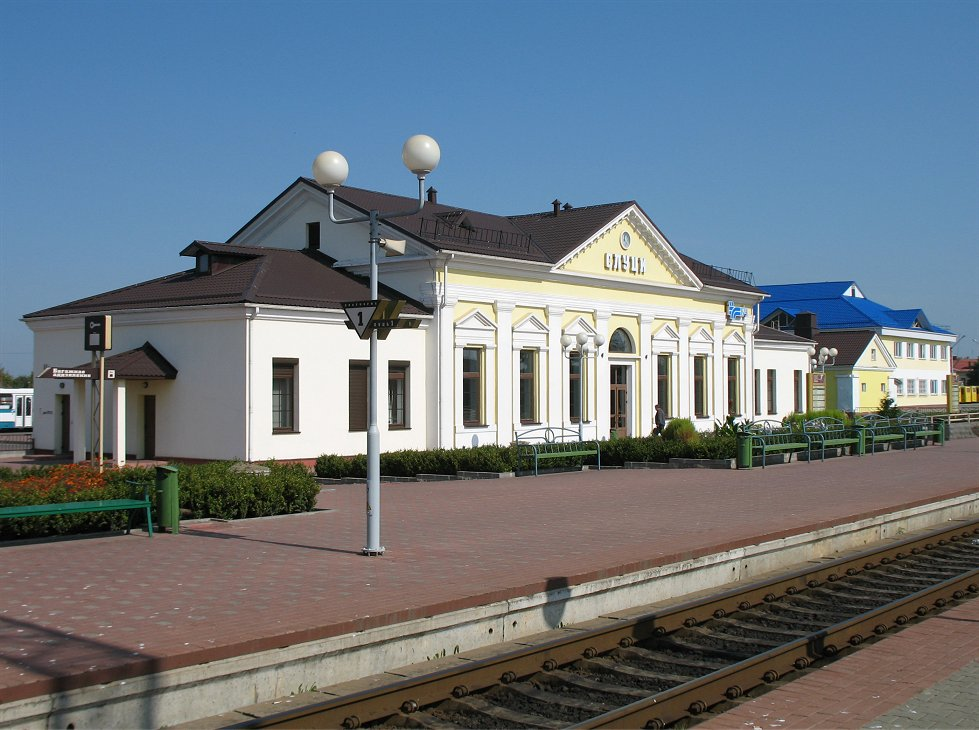
Станция Слуцк

С 27 июня 1941 по 30 июня 1944 года, во время Второй мировой войны был оккупирован немецко-фашистскими войсками. За время войны был фактически разрушен, поэтому сегодня в городской архитектуре преобладает послевоенная застройка. До войны в Слуцке проживало в основном еврейское население, которое почти полностью было уничтожено в Слуцком гетто. В целом за время оккупации в городе и районе погибло около 30 000 человек.
12 октября 1967 года в Слуцке произошли массовые беспорядки, приведшие к человеческим жертвам.
Для выполнения государственных программ, в 1989 году, на базе 29-й танковой дивизии (окружной учебный центр (ОУЦ) Белорусского военного округа) была сформирована 307-я отдельная учебная дорожная бригада ЦДСУ МО СССР, в 1992 году она была переформирована в Школу подготовки младших специалистов железнодорожных войск.
В 1952 году открыт Слуцкий краеведческий музей.
28 марта 2005 года Слуцкий район и город Слуцк объединены в одну административно-территориальную единицу — Слуцкий район с административным центром город Слуцк.
1 октября 2016 года Слуцк отпраздновал 900-летие.
29 сентября 2022 года на сессии Слуцкого районного Совета депутатов было принято решение об установлении даты основания города Слуцка – 1005 год.
В 2023 году Слуцк избран Культурной столицей Республики Беларусь.

## Климат
| Показатель                    | Янв.  | Фев.  | Март  | Апр.  | Май  | Июнь | Июль | Авг. | Сен. | Окт.  | Нояб. | Дек.  | Год   |
| ----------------------------- | ----- | ----- | ----- | ----- | ---- | ---- | ---- | ---- | ---- | ----- | ----- | ----- | ----- |
| Абсолютный максимум, °C       | 10,5  | 14,0  | 25,5  | 28,4  | 31,0 | 35,3 | 35,9 | 36,1 | 34,4 | 25,7  | 18,0  | 10,9  | 36,1  |
| Средний суточный максимум, °C | −1,9  | −0,6  | 4,2   | 13,0  | 19,3 | 21,9 | 24,1 | 23,5 | 17,5 | 10,9  | 3,4   | −1    | 11,1  |
| Средняя температура, °C       | −4,2  | −3,5  | 0,9   | 8,0   | 13,6 | 17,0 | 19,0 | 18,2 | 12,9 | 7,0   | 1,8   | −2,5  | 7,4   |
| Средний суточный минимум, °C  | −6,6  | −6,3  | −3,5  | 2,5   | 7,6  | 10,8 | 12,6 | 11,6 | 7,4  | 3,2   | −1,4  | −5,8  | 2,5   |
| Абсолютный минимум, °C        | −36,1 | −36,2 | −35,4 | −10,2 | −4,5 | −0,2 | 4,2  | −0,6 | −4   | −13,4 | −21,5 | −31,4 | −36,2 |
| Норма осадков, мм             | 37    | 31    | 38    | 36    | 63   | 86   | 80   | 60   | 51   | 44    | 41    | 42    | 609   |

## Население
Численность населения — 59 450 человек (на 1 января 2025 года).
| Численность населения                                                                           |
| Графики недоступны из-за технических проблем. См. информацию на Фабрикаторе и на mediawiki.org. |

| 1897   | 1939     | 1959     | 1970     | 1979     | 1989     | 2006     | 2018     | 2019     | 2020     | 2021     | 2023     | 2024     | 2025    |
| ------ | -------- | -------- | -------- | -------- | -------- | -------- | -------- | -------- | -------- | -------- | -------- | -------- | ------- |
| 14 300 | ▲ 21 900 | ▲ 22 700 | ▲ 35 609 | ▲ 45 176 | ▲ 57 556 | ▲ 61 022 | ▲ 61 818 | ▲ 61 876 | ▼ 61 737 | ▼ 61 396 | ▼ 60 376 | ▼ 60 056 | ▼59 450 |

| Национальный состав по переписи 2009 года | Национальный состав по переписи 2009 года | Национальный состав по переписи 2009 года | Национальный состав по переписи 2009 года | Национальный состав по переписи 2009 года | Национальный состав по переписи 2009 года | Национальный состав по переписи 2009 года | Национальный состав по переписи 2009 года | Национальный состав по переписи 2009 года | Национальный состав по переписи 2009 года | Национальный состав по переписи 2009 года |
| Всего (2009)                              | белорусы                                  | белорусы                                  | русские                                   | русские                                   | украинцы                                  | украинцы                                  | поляки                                    | поляки                                    | цыгане                                    | цыгане                                    |
| ----------------------------------------- | ----------------------------------------- | ----------------------------------------- | ----------------------------------------- | ----------------------------------------- | ----------------------------------------- | ----------------------------------------- | ----------------------------------------- | ----------------------------------------- | ----------------------------------------- | ----------------------------------------- |
| 61 444                                    | 53 688                                    | 87,38 %                                   | 4880                                      | 7,94 %                                    | 1028                                      | 1,67 %                                    | 197                                       | 0,32 %                                    | 150                                       | 0,24 %                                    |
| 61 444                                    | евреи                                     | евреи                                     | азербайджанцы                             | азербайджанцы                             | татары                                    | татары                                    | армяне                                    | армяне                                    | литовцы                                   | литовцы                                   |
| 61 444                                    | 64                                        | 0,1 %                                     | 45                                        | 0,07 %                                    | 37                                        | 0,06 %                                    | 30                                        | 0,05 %                                    | 16                                        | 0,03 %                                    |

По переписи населения 1939 года, в Слуцке проживало 21 947 человек: 10 515 белорусов (47,9 %), 7392 еврея (33,7 %), 3308 русских (15,1 %), 501 украинец (2,3 %), 97 поляков (0,4 %), 134 представителя других национальностей.
По переписи населения 1979 года, в Слуцке проживало 33 233 белоруса (73,7 %), 8658 русских (19,2 %), 1717 украинцев (3,8 %), 777 евреев (1,7 %), 194 поляка (0,4 %) и 501 представитель других национальностей.
Коэффициент рождаемости в городе — 9,9 на 1000 человек (2017 год; средний показатель по Республике Беларусь — 10,8), коэффициент смертности — 10,3 на 1000 человек (средний показатель по Республике Беларусь — 12,6). По уровню рождаемости город занимает 17-18-е место среди 23 городов с населением более 50 тысяч человек (такой же показатель в Минске), по уровню смертности — 11-е место, по уровню естественного прироста/убыли населения (-0,4) — 15-е место.
В 2017 году 18,1 % населения города было в возрасте моложе трудоспособного, 58,1 % — в трудоспособном возрасте, 23,8 % — в возрасте старше трудоспособного (средние показатели по республике — 17,7 %, 57,2 % и 25,1 % соответственно).

## Экономика
Согласно Энциклопедическому словарю (Москва, 1953) на то время в городе работали литейно-механический, моторемонтный, лесопильный, масло-сыроваренный и другие заводы.
В районе действуют 23 промышленных предприятий, 8 из которых представляют пищевую и перерабатывающую отрасли; на их долю приходится 91 % объёма промышленной продукции. Бюджетообразующими в районе являются 4 предприятия: ОАО «Слуцкий сахарорафинадный комбинат» («Лучший сахарный завод Таможенного союза 2011 года»), (удельный вес в товарной продукции района составляет 21,6 %), ОАО «Слуцкий сыродельный комбинат» (40,9 %), ОАО «Слуцкий мясокомбинат» (16,7 %) и ОАО «Слуцкий комбинат хлебопродуктов» (9,6 %).
Кроме того в городе действуют: льнозавод (1961), консервный завод (1978—2015), ОАО «Слуцкий завод подъёмно-транспортного оборудования» (с 2018 года ОАО «Слуцкий крановый завод»), ОАО "Слуцкий завод «Эмальпосуда»(1977—2015).
В городе также работают РУП «Слуцкие пояса», Слуцкое кузовное ателье ООО «ТехноЦентр», ЧУП «Ямполь-Слуцк», ООО «Формэль», специализирующееся на трикотаже, мебельная фабрика, а также новая швейная фабрика ООО «Гранд Партнёр», специализирующаяся на разработке и пошиве верхних и бельевых трикотажных изделий.
В рамках реализации Государственной программы возрождения технологий и традиций производства Слуцких поясов и развития производства национальной сувенирной продукции «Слуцкие пояса» в 2014 году создано новое производство по изготовлению копий, аналогов слуцких поясов. При РУП «Слуцкие пояса» создан производственно-культурный комплекс, в состав которого вошли Музей истории Слуцких поясов, кафе «Стары горад», сувенирная лавка.

## Образование
В Слуцке действуют 2 гимназии (№ 1 и 2) и 10 школ (№ 2, 4, 5, 6, 8, 9, 10, 11, 12, 13). В городе работают 16 детских садов-яслей и 2 дошкольных центра развития ребёнка «Золотой ключик» и «Солнышко».
В городе действуют Слуцкий государственный колледж (бывшее ПТУ № 97 пищевой промышленности — Слуцкий государственный колледж ) и Слуцкий государственный медицинский колледж.
Профессионально-техническое образование представлено Слуцким государственным индустриальным колледжем .

## Культура

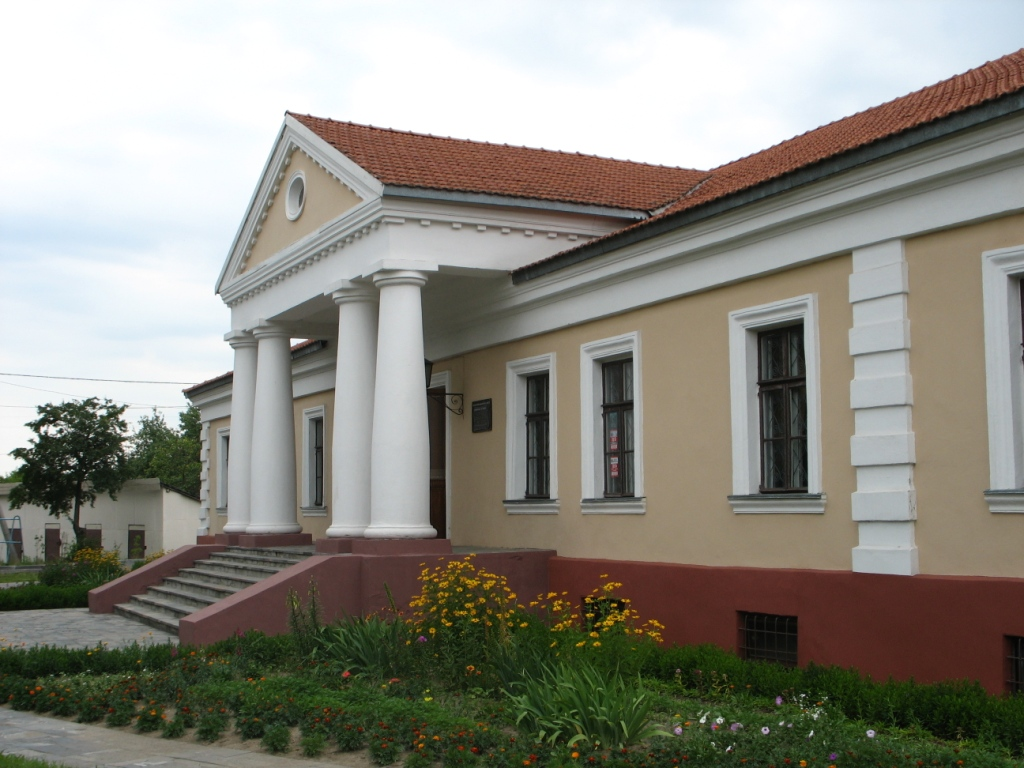
Слуцкий краеведческий музей

- Государственное учреждение «Слуцкий краеведческий музей»[57]
  - Филиал «Галерея искусств» государственного учреждения «Слуцкий краеведческий музей»[58]
  - Филиал «Музей этнографии» государственного учреждения «Слуцкий краеведческий музей»[59]
- Музей истории слуцких поясов[60]
- Дом культуры[61]
- Городской дворец молодёжи
- Городской молодёжный центр
- Городской Центр традиционной культурыПамятник Софии Слуцкой

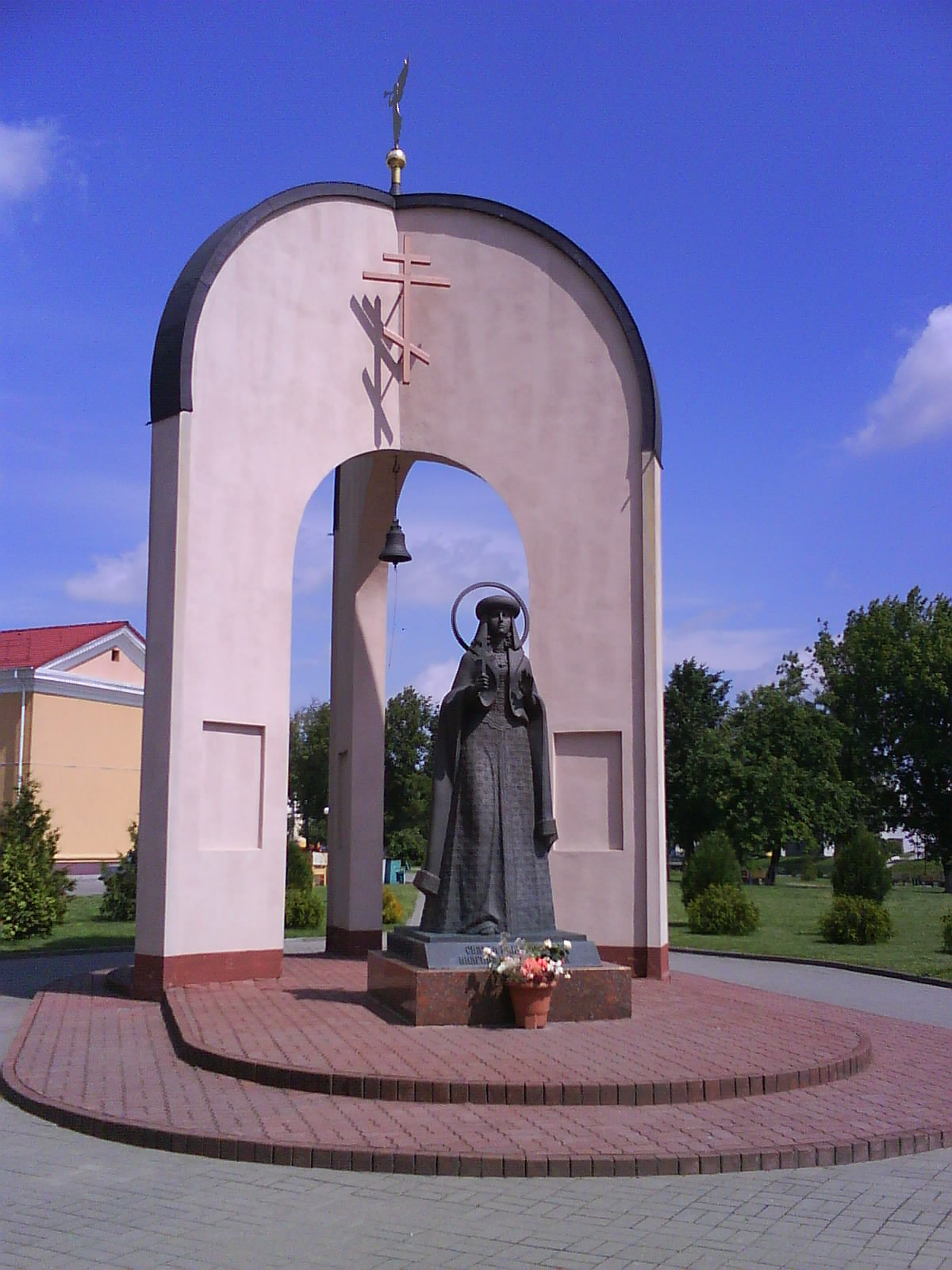
Памятник Софии Слуцкой

- Районный центр народного творчества

### Народные и образцовые любительские коллективы
- Народный фольклорный ансамбль «Ячаўскія вячоркі»[62]
- Народный театр драмы и комедии «Папараць-кветка»
- Народное любительское объединение «Фантазия»
- Народный оркестр народных инструментов
- Образцовый духовой оркестр
- Народный театр драмы и комедии имени В. Голубка
- Народный клуб «Крылы творчасці» и др.

## События и мероприятия

### События
- 1 октября 2016 года Слуцк отпраздновал 900-летие[6]
- 29 сентября 2022 года на сессии Слуцкого районного Совета депутатов было принято решение об установлении даты основания города Слуцка – 1005 год
- В 2023 году Слуцк объявлен Культурной столицей Республики Беларусь[30][31]

### Мероприятия
- В 2005 году прошёл республиканский фестиваль «Дажынкi»
- 23 сентября 2023 года — фестиваль «Слуцкія паясы»[63][64]

## Достопримечательности

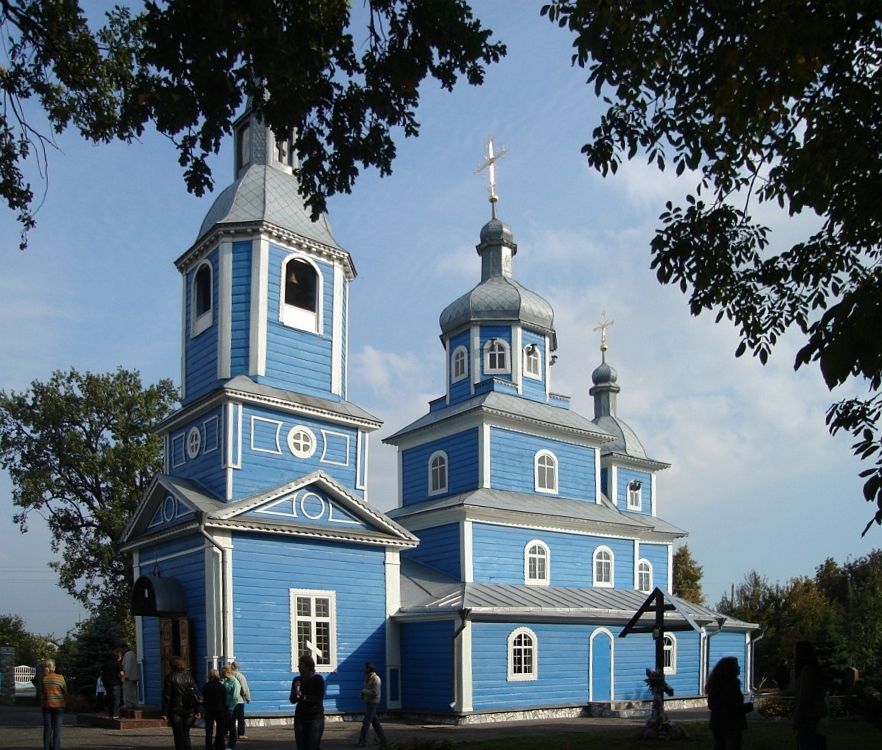
Свято-Михайловская церковь

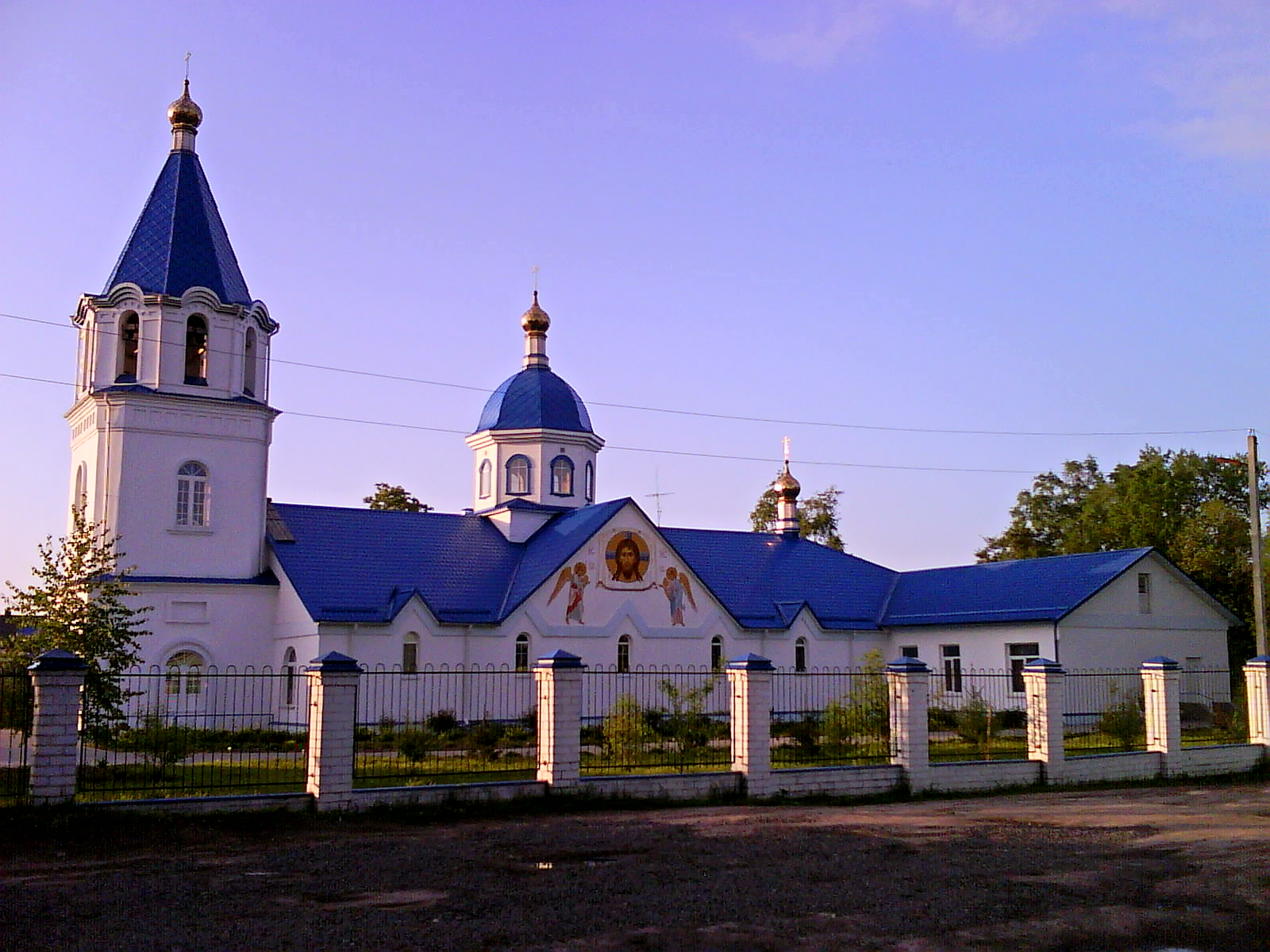
Свято-Космодемьяновская церковь

От старого Слуцка, известного по картографическим и литературным источникам как город-крепость, созданного по единому градостроительному замыслу, сегодня фактически ничего не сохранилось.
Из историко-культурного наследия Слуцка: участок былых валов в городском парке, Михайловская церковь (XVIII в.), Варваринская часовня, памятник Софии Слуцкой, здание дворянского собрания (в настоящее время — краеведческий музей) и несколько зданий, построенных в XIX веке. Костёл Св. Антония и монастырь Св. Франциска.
Одной из главных сохранившихся достопримечательностей города является Слуцкая гимназия, старейшее учебное заведение Беларуси, основанное в 1617 году князем Янушем Радзивиллом. Здание является памятником архитектуры классицизма, в настоящее время в нём находится один из корпусов гимназии.
Здание Слуцкого духовного училища — памятник архитектуры XIX в, представляющий эпоху позднего классицизма. Также одной из достопримечательностей города является корпус монастыря бернардинцев, памятник архитектуры XVIII века, в здании которого на данный момент находится маслосырбаза.
На территории городского предприятия — «СПМК-97» находился памятник Сталину, установленный в 1998 году (демонтирован
в 2010 г.). Некоторые исторические достопримечательности города представлены на сайте «Архитектурных и иных достопримечательностей Беларуси».
В 2005 году в Слуцке была открыта картинная галерея.

### Памятник, скульптура
- Памятник В. И. Ленину
- Мемориальный комплекс: братские могилы советских воинов, партизан, военнопленных и мирных жителей
- Памятник героям Великой Отечественной войны
- Памятник освободителям Слуцка
- Памятник Воинам-интернационалистам
- Памятный знак «Часовня Победы»
- Памятник Г. К. Жукову
- Памятник Софии Слуцкой
- Памятник Анастасии Слуцкой
- Памятник Т. Шевченко
- Мемориальная доска В. В. Борисовцу. Установлена на улице Борисовца

### Архитектурные формы
- Около фабрики художественных изделий «Слуцкие пояса» расположены памятники «Слуцкому ткачу» и «Возрождение Слуцкого пояса»

## Утраченное наследие

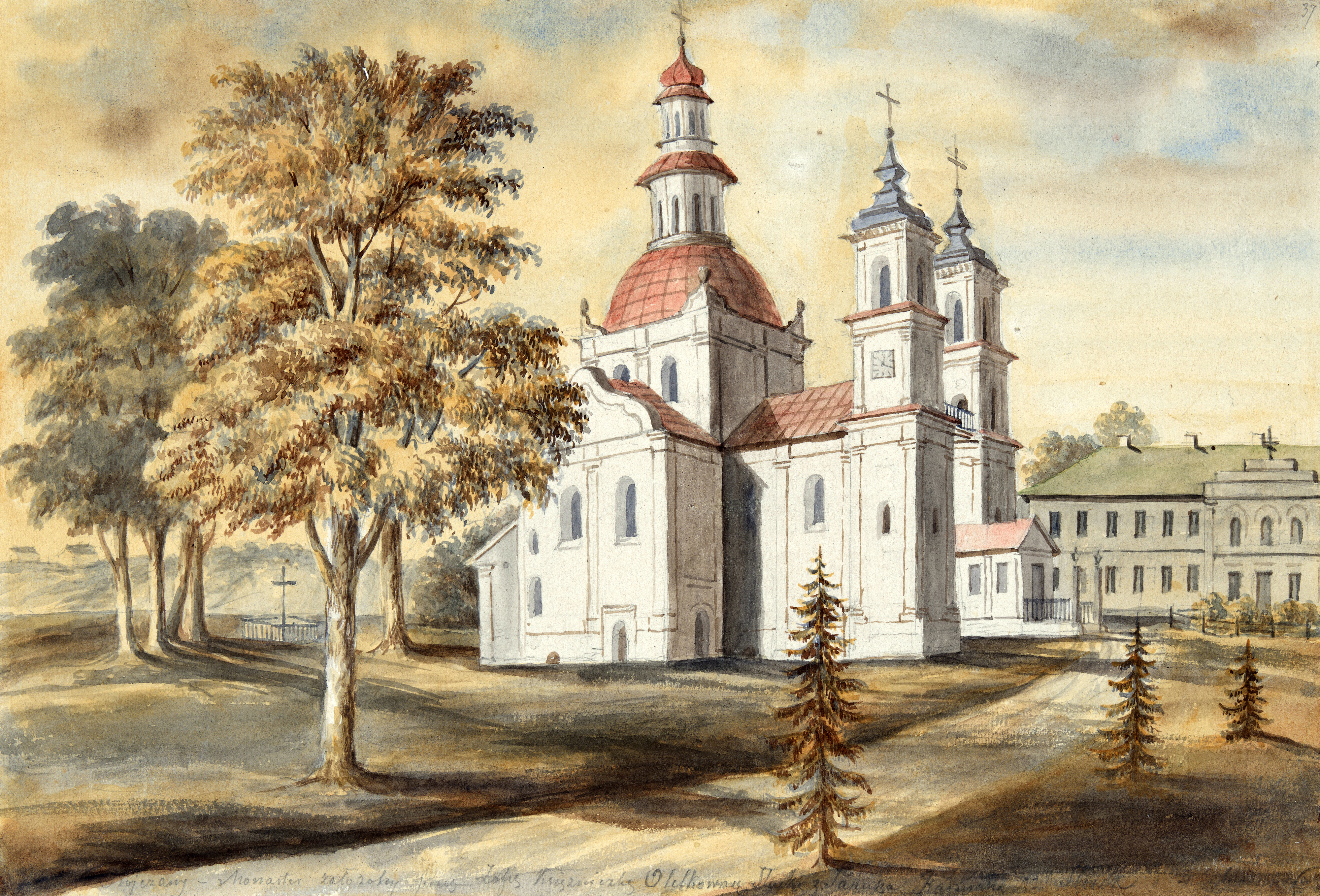
Свято-Троицкая церковь при Троицком монастыре, рисунок Наполеона Орды

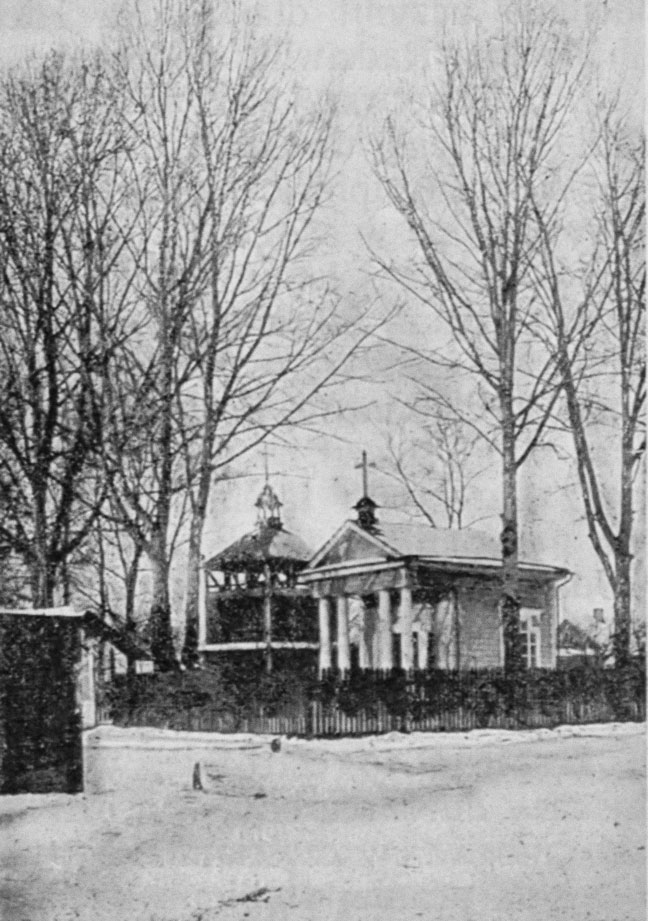
Католическая часовня

Согласно архиву Слуцкого Свято-Троицкого (Тройчанского) монастыря, в Слуцке находились также несохранившиеся церкви:
- Замковая церковь Успения Божией Матери
- Преображенская церковь
- Троицкая церковь при Троицком монастыре
- Церковь Св. мученика Стефана
- Церковь пророка Св. Гелиаша
- Церковь Преображения Господня
- Свято-Никольская церковь
- Юрьевская церковь
- Слуцкая Рождественская церковь
- Варваринская церковь (конец XVIII века — 1953; находилась на кладбище).

Костёлы:
- Костёл ордена бернардинцев Наисвятейшей Девы Марии (1671)
- Коллегиум ордена иезуитов (1689), костёл (1704)

Также в Слуцке, в то или иное время, находились.
- Спасо-Успенский женский православный монастырь, основанный Олельковичами
- Монастырь мариавиток женский
- Преображенский православный мужской монастырь, основанный Слуцким церковным братством в 1600 году
- Бернардинский мужской монастырь, основанный Радзивиллами
- Монастырь иезуитов, основанный Радзивиллами
- Ильинский монастырь.

В XIX веке в Слуцке действовали 2 синагоги: Хоральная и холодная синагоги. Около гимназии находился кальвинистский сбор (разрушен в годы Второй мировой войны), некоторое время существовала лютеранская кирха.
Кроме религиозных построек в Слуцке также действовали:
- Мануфактура персидских поясов
- Театр
- Аптека
- Водяные мельницы

После придания Слуцку магдебургского права Богуславом Радзивиллом была построена деревянная трехэтажная ратуша.

## Галерея

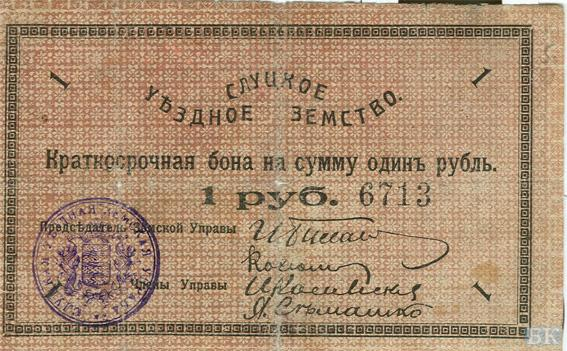
Рубль Слуцкого уездного земства 1918 (лицевая сторона)
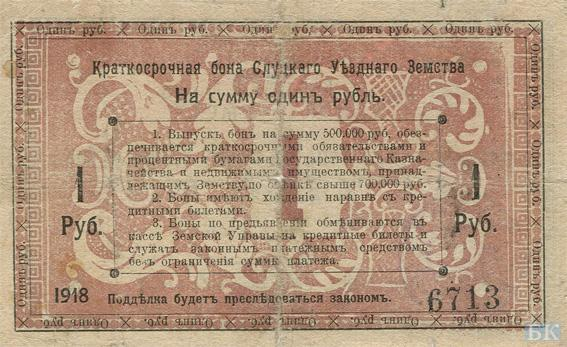
Рубль Слуцкого уездного земства 1918 (оборотная сторона)
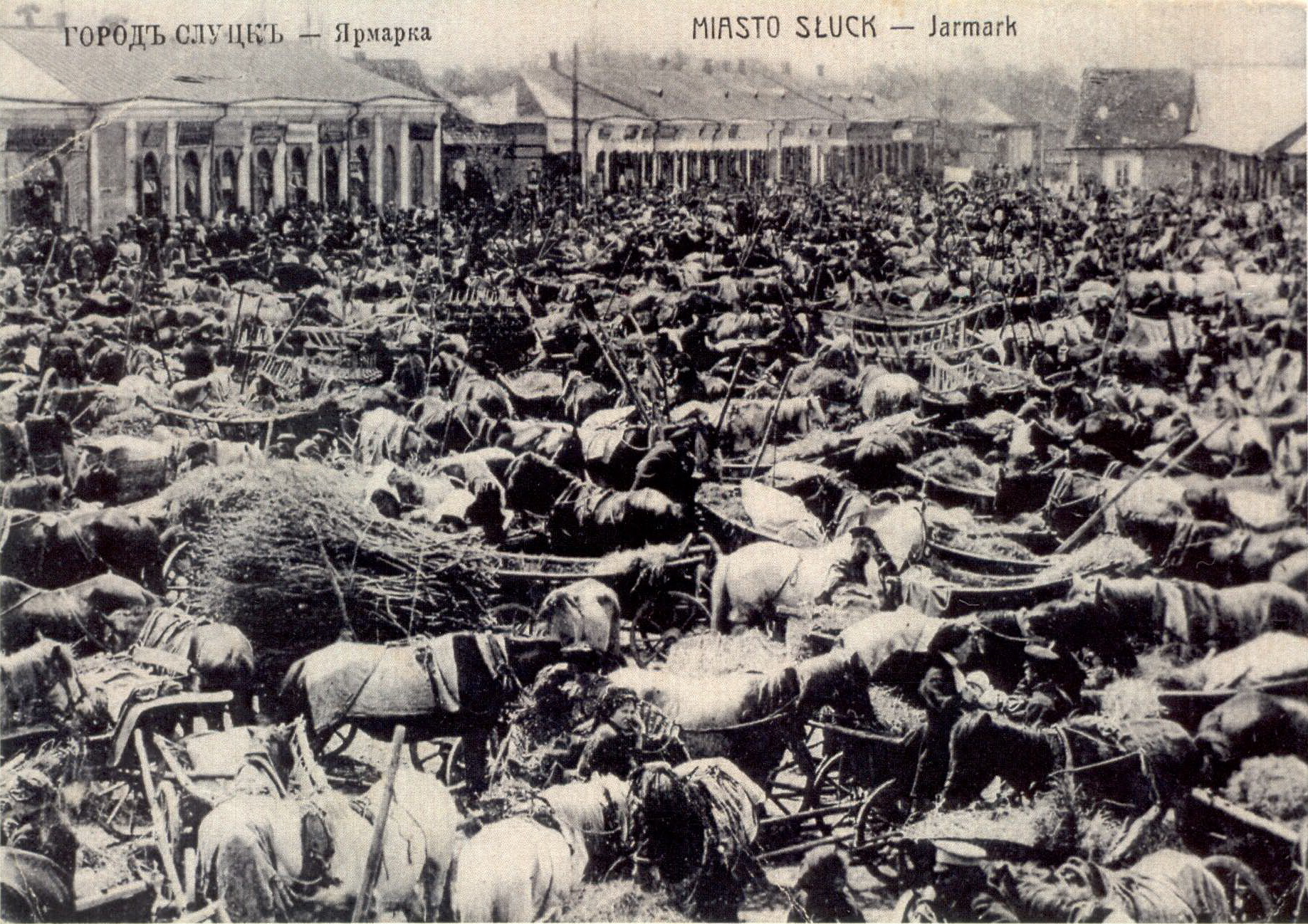
Слуцкая ярмарка, 1920-е гг.
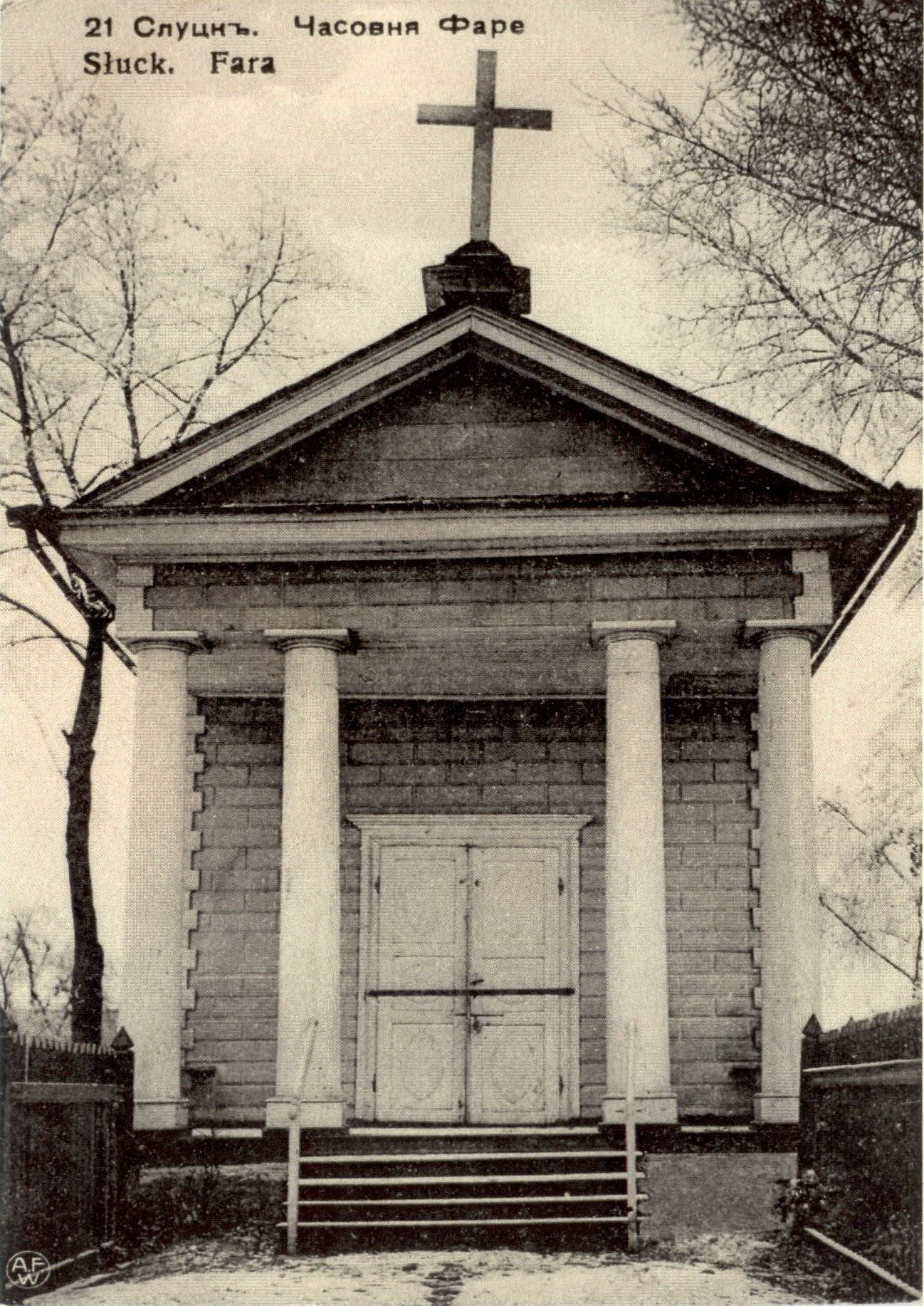
Фарная часовня

## СМИ
С 25 марта 1919 года выходит газета «Слуцкі край», первоначально выходившая под названием «Молат і плуг», после — «Плуг і молат», «Вясковы будаўнік», «Ленінскі шлях», «Праўда на рубяжы», «За сацыялістычную Радзіму», «Народны мсцівец», «Шлях Ільіча», под нынешним названием издаётся с 1992 года. Учредителями газеты являются Слуцкий районный исполнительный комитет и Слуцкий районный Совет депутатов. Газета выходит дважды в неделю.
В 1919 году вышло два номера журнала «Наша Каляіна», издававшегося культурно-просветительским объединением «Папараць-кветка».
C июня 1994 года при Слуцком Свято-Михайловском соборе выходит ежемесячная духовно-просветительская газета «Преображение». Издаваясь в приходе, распространяется по подписке по всей Беларуси. Часть тиража реализуется через церковные приходы. Тираж газеты достигал 6 тысяч экземпляров.
Весной 1991 года в Слуцке выходила газета "Айберг", редактором которой был Александр Башура. Затем он стал редактором газеты "Оска", которая позже была закрыта. Также некоторое время выходили газеты "Диво", "Атас".
С 12 ноября 1997 года выходит газета «Капитал» тиражом около 4000 экземпляров. Распространяется в Слуцке, формат А3. С 2001 по 2022 годы выходила газета «Инфо-Курьер» с тиражом от 6400 до 7300 экземпляров.

## В филателии и нумизматике
- 16 сентября 2016 года Министерство связи и информатизации Республики Беларусь выпустило в обращение почтовую марку «Слуцк» из серии «Города Беларуси»[73].
- 1 февраля 2023 года Министерство связи и информатизации Республики Беларусь выпустило в обращение конверт с оригинальной маркой «Слуцк – культурная столица Беларуси 2023 года»[74].

## Международное сотрудничество
Города-побратимы:
- Сисиан, Армения
- Шеки, Азербайджан (25.11.2009)
- Бровары, Украина (1992)
- Увэй, КНР
- Сан-Джованни-Вальдарно, Италия
- Сороки, Молдова
- Фрязино, Россия
- Серпухов, Россия[75]
- Ржев, Россия[75]

## Известные уроженцы
Деятели культуры
- Басалыга, Владимир Самойлович (род. 1940) — советский и белорусский художник-график.
- Берковиц, Исаак Дов  (1885 —1967 ), писатель, переводчик с иврита и идиш. Лауреат премии  С.Г. Черниховского, Х.Н. Бялика, Государственной премии Израиля в области литературы.
- Белоусов, Олег Павлович (1945—2009) — советский и белорусский художник-мультипликатор, сценарист, режиссёр.
- Дыла, Язеп (1880—1973) — белорусский советский прозаик, драматург, общественный и культурный деятель.
- Иодко, Ромуальд Ромуальдович (1894—1974) — скульптор, художник.
- Кошель, Пётр Агеевич (род. 1946) — писатель, историк, переводчик.
- Корсалин, Кондратий Ильич (1809—1883) — русский художник, академик Императорской Академии художеств.
- Шантыр, Фабиан Гилярович (1887—1920) — русский, белорусский и советский поэт, писатель и переводчик, общественный деятель.
- Эпштейн, Иегуда (1870—1945) — художник.

Учёные
- Косберг, Семён Ариевич (1903—1965) — советский конструктор авиационных и космических двигателей, доктор технических наук, Герой Социалистического Труда[77].
- Крассовский, Эдуард-Антон Яковлевич (1831—1898) — русский академик, лейб-акушер, действительный тайный советник, основоположник акушерства в России.
- Цераский, Витольд Карлович (1849—1925) — русский учёный-астроном, член-корреспондент Петербургской Академии наук.
- Шевчук, Игорь Сергеевич (1953—2011) — советский и российский авиационный конструктор, Генеральный конструктор ОАО «Туполев», Заслуженный конструктор Российской Федерации, почётный авиастроитель, лауреат Государственной премии Российской Федерации.
- Неймарк Израиль Исаевич (1915–1998) -   ученый-хирург, доктор медицинских наук (1955), засл. деятель науки РСФСР (1975), почетный гражданин Барнаула (1980).

Военные
- Жуков, Юрий Аверкиевич — генерал-лейтенант, с 1983 по 1989 год начальник космодрома «Байконур».
- Непокойчицкий, Артур Адамович (1813—1881) — русский генерал от инфантерии, герой Кавказской, Крымской и русско-турецкой войн.

## Почётные граждане
Ниже представлен список обладателей звания «Почётный гражданин города Слуцка»:
- Бруй, Фёдор Филиппович (1907—1982) — Герой Советского Союза.
- Кононович, Ипполит Сильвестрович (1908—1974) — государственный деятель.
- Торик, Николай Антонович (1906—1999) — советский военачальник, вице-адмирал.
- Тутаринов, Иван Васильевич (1904—1978) — советский военачальник, генерал-полковник.